# Marina Bouras
Marina Bouras, född 21 februari 1970 i Grekland, är en dansk skådespelare. Hon är utbildad på Statens teaterskola.

## Filmografi (urval)
- 1998 – Idioterna
- 1998 – Nattens engel
- 1998 – Vem kysser dig nu?
- 1999 – Flykten från Jante
- 2004–2006 – Örnen (TV-serie)
- 2005 – Springet
- 2020 – When the Dust Settles (TV-serie)

## Fotnoter
1. ↑  Internet Movie Database, IMDb-ID: nm0099709co0047972, läst: 16 juli 2016.[källa från Wikidata]
2. ↑  Česko-Slovenská filmová databáze, 2001, ČSFD person-ID: 329704.[källa från Wikidata]
3. ↑  Katalog der Deutschen Nationalbibliothek, Deutsche Nationalbibliotheks katalog-id-nummer: 1061674282, läst: 26 juni 2020.[källa från Wikidata]